# MusE
MusE ist eine freie Digital Audio Workstation mit MIDI-Sequenzer und Aufnahme- und Bearbeitungsfunktionen. MusE wurde ursprünglich von Werner Schweer entwickelt; mittlerweile arbeiten mehrere Entwickler daran.

## Fähigkeiten
MusE zielt darauf ab, ein komplettes, virtuelles Mehrspur-Studio für Linux zu sein. Es hat derzeit keine Unterstützung durch andere Plattformen und setzt auf Linux-only-Technologien einschließlich JACK und ALSA. Es unterstützt auch die Linux Audio Session Handler (LASH). MusE basiert auf QT5 und unterstützt DSSI, VST (über DSSI), LV2, ALSA-MIDI und FLAM.
Ab der Version 0.7 wurden Notensatz-Fähigkeiten entfernt, allerdings werden sie ab Version 2.0 wieder unterstützt.

## Versionsgeschichte
| Version | Veröffentlichung | Anmerkungen                          |
| ------- | ---------------- | ------------------------------------ |
| 1.0.1   | 16.01.2010       | Fehlerkorrekturen                    |
| 1.1     | 27.09.2010       | Unterstützung für JACK midi          |
| 2.0     | 30.06.2012       | Qt4-Unterstützung, neuer Noteneditor |
| 2.1     | 06.01.2013       |                                      |
| 2.1.1   | 28.01.2013       | Fehlerkorrekturen                    |
| 2.1.2   | 29.03.2013       | Fehlerkorrekturen                    |
| 2.2     | 06.01.2015       | Unterstützung für LV2-Erweiterungen  |
| 2.2.1   | 28.01.2015       | Fehlerkorrekturen                    |
| 3.0.1   | 16.01.2018       |                                      |
| 3.0.2   | 30.01.2018       | Fehlerkorrekturen                    |
| 3.1     | 23.02.2020       | Fehlerkorrekturen und Erweiterungen  |
| 3.1.1   | 18.07.2020       | Fehlerkorrekturen und Erweiterungen  |
| 4.0     | 24.04.2021       | überarbeitete Programmoberfläche     |